# رمسهالدن
رمسهالدن (به آلمانی: Remshalden) یک شهر در آلمان است که در رمس-مور واقع شده‌است. رمسهالدن ۱۳٬۵۰۹ نفر جمعیت دارد.